# Diane Victor
Pour les articles homonymes, voir Victor.
 (février 2025).
La mise en forme du texte ne suit pas les recommandations de Wikipédia : il faut le « wikifier ».
Les points d'amélioration suivants sont les cas les plus fréquents. Le détail des points à revoir est peut-être précisé sur la page de discussion.
- Les titres sont pré-formatés par le logiciel. Ils ne sont ni en capitales, ni en gras.
- Le texte ne doit pas être écrit en capitales (les noms de famille non plus), ni en gras, ni en italique, ni en « petit »…
- Le gras n'est utilisé que pour surligner le titre de l'article dans l'introduction, une seule fois.
- L'italique est rarement utilisé : mots en langue étrangère, titres d'œuvres, noms de bateaux, etc.
- Les citations ne sont pas en italique mais en corps de texte normal. Elles sont entourées par des guillemets français : « et ».
- Les listes à puces sont à éviter, des paragraphes rédigés étant largement préférés. Les tableaux sont à réserver à la présentation de données structurées (résultats, etc.).
- Les appels de note de bas de page (petits chiffres en exposant, introduits par l'outil «  Source ») sont à placer entre la fin de phrase et le point final[comme ça].
- Les liens internes (vers d'autres articles de Wikipédia) sont à choisir avec parcimonie. Créez des liens vers des articles approfondissant le sujet. Les termes génériques sans rapport avec le sujet sont à éviter, ainsi que les répétitions de liens vers un même terme.
- Les liens externes sont à placer uniquement dans une section « Liens externes », à la fin de l'article. Ces liens sont à choisir avec parcimonie suivant les règles définies. Si un lien sert de source à l'article, son insertion dans le texte est à faire par les notes de bas de page.
- La présentation des références doit suivre les conventions bibliographiques. Il est recommandé d'utiliser les modèles {{Ouvrage}}, {{Chapitre}}, {{Article}}, {{Lien web}} et/ou {{Bibliographie}}. Le mode d'édition visuel peut mettre en forme automatiquement les références.
- Insérer une infobox (cadre d'informations à droite) n'est pas obligatoire pour parachever la mise en page.

Pour une aide détaillée, merci de consulter Aide:Wikification.
Si vous pensez que ces points ont été résolus, vous pouvez retirer ce bandeau et améliorer la mise en forme d'un autre article.
Diane Victor est une dessinatrice et graveuse sud-africaine née en 1964 à Witbank.
Elle est une figure de la scène artistique contemporaine sud-africaine et internationale. Diane Victor est connue pour ses confrontations avec des sujets difficiles, parfois tabous et ses observations satiriques et sociales sur la politique sud-africaine contemporaine : questions de corruption, de violence et de distribution inégale du pouvoir.

## Biographie
Diane Victor est née à Witbank, en Afrique du Sud. Elle a obtenu son baccalauréat en beaux-arts de l'université du Witwatersrand à Johannesburg en 1986.
De 1990 à aujourd'hui, l'artiste enseigne le dessin et la gravure dans diverses institutions sud-africaines, notamment l'université de Pretoria, Wits Technikon, Pretoria Technikon, Open Window Academy, Vaal Triangle Technikon, l'université du Witwatersrand, l'université Rhodes et l'université de Johannesbourg.
Elle vient régulièrement travailler en France notamment pour créer des lithographies avec l'Atelier le Grand Village en Charente limousine. Elle a été aussi invité pour une résidence avec la Fondation Blachère à Apt en 2017.

## Œuvres
L'œuvre de Diane Victor fait appel à la figuration, bien souvent son autoportrait, pour faire apparaître des récits complexes relatifs non seulement à l'Afrique du Sud contemporaine mais aussi à un niveau plus universel. La guerre, la corruption, la violence domestique, publique et politique sont des sujets qui reviennent fréquemment dans son œuvre.
Selon Virginia Mackenny, l'œuvre met le public au défi « de parcourir ses images très chargées, densément riches en détails individuels, pour découvrir leur niveau d'ironie et d'action ». Singulièrement dépourvues de tout espoir d'ordre conventionnel, ces images rappellent Pieter Brueghel l'Ancien ou Jérôme Bosch dans leur vision pessimiste du monde et l'accumulation d'une folie sur une autre. Diane Victor dépeint une réalité chargée d'injustices, révélant la complexité de l'existence contemporaine. Sa « capacité à présenter ces thèmes et ces sujets d'une manière qui ne fait que renforcer notre identification à eux et nous éjecte de nos stupides complaisances, que nous le voulions ou non ».

### Estampes
Parmi toutes ses œuvres de gravures à la pointe sèche, Birth of a Nation (Naissance d’une nation, 2009), publiée par David Krut Projects, l'artiste explore l'histoire de l'engagement colonial en Afrique dans le contexte de la corruption et de l'impérialisme contemporain. Elle utilise des références historiques et mythologiques comme point de départ pour insérer des récits sud-africains, en fusionnant une intrigue reconnaissable grâce à l’insertion de nouveaux personnages et protagonistes sud-africains.
Dans sa série de gravures en cours, débutée en 2001, Disasters of Peace (Désastres en temps de paix), Diane Victor fait directement référence à l’œuvre du peintre espagnol Francisco de Goya, Les Désastres de la guerre. Dans cette série, l'artiste évoque la critique de Goya sur les atrocités de la guerre tout en dénonçant la poursuite de la violence après la guerre, et dans le cas de l'Afrique du Sud, la période suivant la fin de l'apartheid. Mettant en lumière la violence quotidienne et négligée, cette série attire l'attention sur ce regard contemporain désensibilisé ou sur la tolérance de la violence. Comme l’explique Diane Victor : « Les images avec lesquelles je travaille sont tirées de notre couverture médiatique quotidienne d'événements récents ou en cours et presque banalisés dans les journaux, à la télévision et à la radio, d'actes de violence sociale et criminelle et de morts inutiles — des événements si fréquents qu'ils ne suscitent même plus d’indignations de la part de notre population, et pourtant ils constituent toujours un désastre en temps de paix ». En 2020, cette série se composait de 45 gravures, chacune représentant un désastre différent.
Dans l’œuvre 4 Horses, un ensemble de quatre estampes avec impression numérique supplémentaire, trois des quatre chevaux portent une figure humaine à l'intérieur, comme un fœtus. Le quatrième cheval porte une petite silhouette féminine attachée sur le dos.
Diane Victor travaille avec plusieurs ateliers de lithographie dans le monde entier, en Afrique du Sud, en France et aux États-Unis. Pour sa lithographie sur pierre Jumping the Shadow, l'impuissance est pressentie lorsqu'un énorme sanglier/homme sauvage semble sur le point de violer ou d'écraser le paysage existant dans son ombre. Le paysage dans l’ombre du sanglier prend également la forme d'une femme endormie. Le sanglier a été créé en utilisant la technique de la manière noire. D'autre part, la figure dans l'ombre est créée par un délicat travail au trait et un lavis qui exprime la vulnérabilité du paysage et de la femme endormie. Le sens est donc créé non seulement par le contenu graphique mais aussi par la technique et le médium.

### Dessins à la suie
Diane Victor pratique le dessin à la suie depuis 2001. Elle a réalisé une série de portraits d'individus laissés pour comptes, des prisonniers sud-africains en attente de jugement ou des enfants disparus. Ces portraits capturent des individus pris dans un moment de vulnérabilité, une idée renforcée par la nature fugace et fragile du support utilisé. Diane Victor utilise sa technique du dessin à la suie pour capturer à la fois le portrait du sujet et sa condition précaire qui se situe en quelque sorte entre la présence et l'absence. Diane Victor utilise le terme de « Ghosts » (« Fantômes ») qui met en évidence l’aspect insaisissable que donne visuellement l’œuvre une fois terminée. Cette série est conservée au Cap dans la collection de l'Iziko South African National Gallery.
L'artiste s'intéresse à la corrélation directe entre la fragilité de la vie humaine ou animale — comme dans sa série d’œuvres sur les primates — et la fragilité de l’image dessinée. Selon l’artiste, « les portraits sont réalisés avec les dépôts de carbone de la fumée des bougies sur le papier blanc. Ils sont extrêmement fragiles et peuvent être facilement endommagés, se désintégrant au moindre contact physique lorsque la suie du carbone est frottée du papier ». Elle s'est intéressée à la nature extrêmement fragile de ces vies humaines et de toute vie, en essayant de traduire cette fragilité dans des portraits réalisés à partir d'un support aussi inconstant, fugace et fragile que la suie.
Diane Victor a utilisé le même médium pour exprimer la similarité entre le codage génétique humain et celui d'autres primates que l’artiste considère presque comme des « petits frères ».

### Dessin à la cendre
La technique d'utilisation de la cendre comme média s'est développée à partir de la gravure. Le grain et les valeurs de la gravure sont produits par la poussière de colophane saupoudrée sur une plaque à graver pour créer une aquatinte. Diane Victor a réalisé qu'un effet de texture similaire pouvait être créé sur un dessin en saupoudrant de la cendre. L'artiste a exposé de grands formats de ses dessins à la cendre à de nombreuses occasions, notamment lors de l'exposition « FUIR » à la Fondation Blachère à Apt en 2017 et à la Foire d’art contemporain Africain, Somerset House à Londres, en 2019 avec l’Atelier le Grand Village.

## Publications
- (fr)(en) Diane Victor: Dessin Estampes Suie Mare et Martin, 2022  (ISBN 9782362220807)
- (en) Vitamin D3: Today's Best in Contemporary Drawing Phaidon, 2021  (ISBN 9781838661694)
- (en) Little History Johannes Stegmann Gallery, Université de Free State, 2018
- (en) Diane Victor – Burning the Candle at Both Ends David Krut Publishing, 2012  (ISBN 9780958497534)
- (en) TAXI-013: Diane Victor David Krut Publishing Taxi Art Book, 2008  (ISBN 9780958497589)
- (en) Printmaking in a transforming South Africa  David Phillip Publishers, 1997  (ISBN 0864863349) (OCLC 605450783)
- (en) 10 years 100 Artists: Art in a Democratic South Africa Sophie Perryer, éd., 2004  (ISBN 1868729877)
- (en) Personal Affects: Power and Poetics in Contemporary South African Art 2004  (ISBN 0945802420)

## Expositions personnelles
(novembre 2024).
- Si vous ne connaissez pas le sujet, laissez ce bandeau (vous pouvez alors contacter les auteurs).
- Si vous supprimez le contenu mis en cause (vous pouvez préalablement contacter les auteurs),

argumentez précisément cette suppression dans la page de discussion
(un manque de référence n'est pas un argument ; une recherche réelle de référence doit avoir été effectuée, être formellement documentée).
- 1990 : South African Arts Association, Pretoria Gallery on the Market, Johannesbourg.
- 1994 : exposition solo, Goodman gallery, Johannesbourg.
- 1997 : Joburg Theatre-Civic Theatre, commission, Tesson Theatre, Johannesbourg.
- 1999 : Goodman gallery, Johannesbourg.
- 2003 : Goodman gallery, Johannesbourg.
- 2005 : Dessins en suie, Michael Stevenson Gallery, Le Cap.
- 2006 : Goodman gallery, Johannesbourg.
- 2009 : Artiste du festival, Aardklop exhibition, Potchefstroom.
- 2010 : Smoke Screen: Frailty and Failing, David Krut Projects, New York.
- 2010 : Transcend, Goodman Gallery, Johannesbourg.
- 2011 : Fables and Folly, Faulconer Gallery à Grinnell College, Iowa, USA.
- 2011 : Brief Lives, artiste du festival, Innibos exhibition, Nelspruit[6].
- 2011 : Ashes to Ashes and Smoke to Dust, University of Johannesburg Art Gallery[7].
- 2012 : Diane Victor - Œuvres récentes David Krut Projects, New York[8].
- 2013 : No Country for old women, KKNK, artiste du festival, Oudtshoorn[9].
- 2014 : The Needle and the Damage Done, David Krut Projects, le Cap[10].
- 2015 : One Pound of Flesh, Goodman gallery, Johannesbourg.
- 2017 : Showing Truth to Power, David Krut Projects, New York.
- 2018 : Little History, Johannes Stegmann Gallery, Bloemfontein.
- 2018 : The 14 Stations, installation pour Aardklop Festival, University of Potchefstroom.
- 2018 : Which Hunt, Goodman Gallery, Le Cap[11].
- 2019 : New World Order Turbine Art Fair, Johannesbourg.
- 2021 : Folly, Frailty and Fear" University of Johannesburg art gallery.
- 2023 : Diane Victor 'Prints Drawings Smoke' Spier Arts Trust, le Cap.
- 2024 : Les Raisons de la Colère Musée du dessin et de l'estampe originale de Gravelines, France[12]
- 2024 : Suie et Cendres Lieu d'art et action contemporaine de Dunkerque, France[12]
- 2024 : La Charge Musée d'Angoulême, France[12]

## Collections publiques

### Afrique du Sud
- Johannesburg :
  - Johannesburg Art Gallery ;
  - Standard Bank ;
  - université de Johannesbourg ;
  - université du Witwatersrand.
- Le Cap, Iziko South African Museum
- Pretoria, Pretoria Art Museum.

### Autriche
- Vienne, Albertina.

### États-Unis
- Grinnell, Grinnell College Museum of Art
- New York :
  - Metropolitan Museum of Art ;
  - Museum of Modern Art .

- Washington :
  - Smithsonian Institute.

### France
- Apt, Fondation Blachère.
- Paris, Bibliothèque nationale de France.
- Gravelines, Musée du dessin et de l'estampe originale

### Royaume-Uni
- Londres, Victoria and Albert Museum.